# 후오자스 부드라이티스

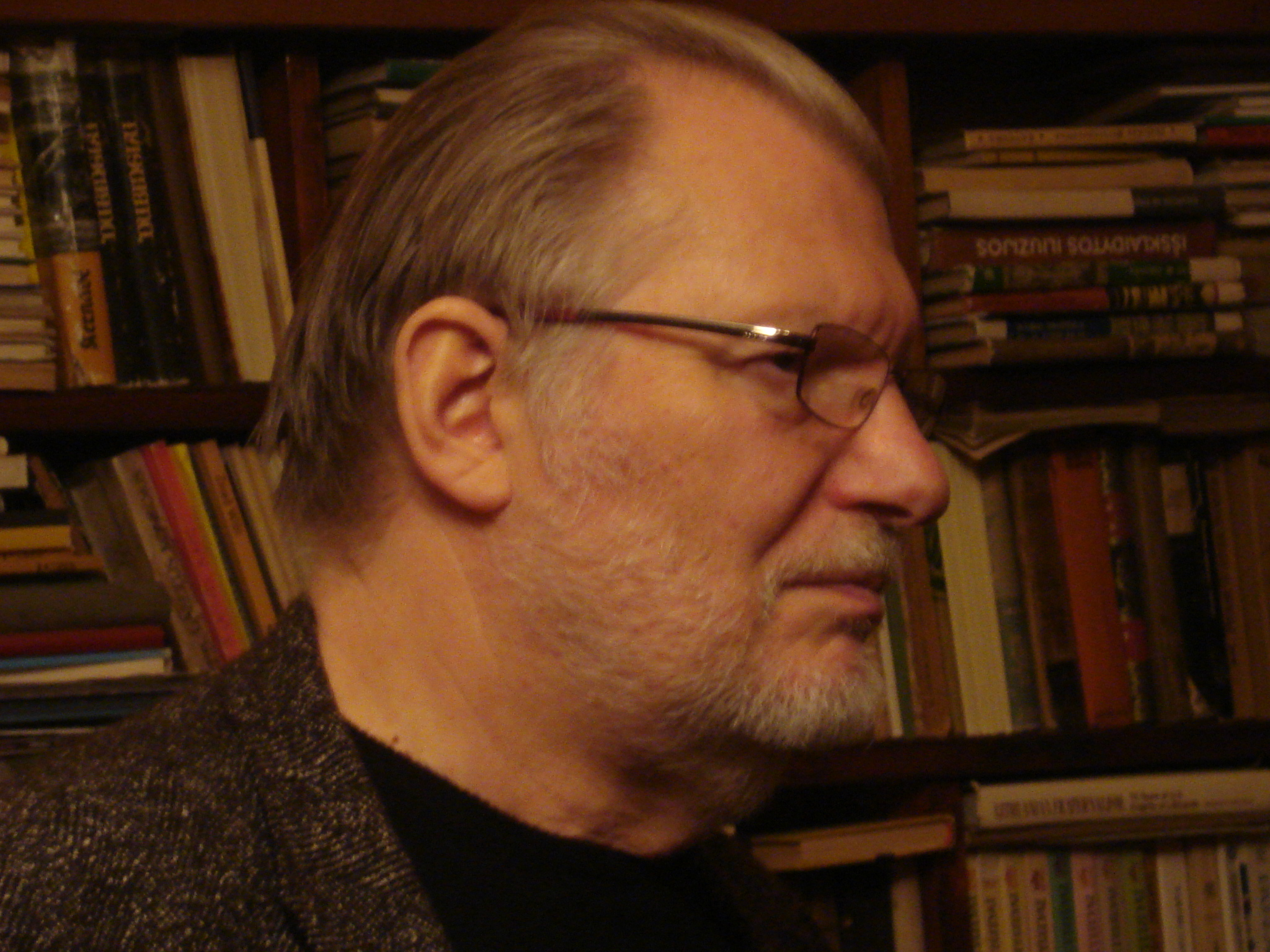

후오자스 부드라이티스(Juozas Budraitis, 1940년 10월 6일 ~ )는 리투아니아의 배우, 연기, 텔레비전 배우이다.

## 영화
- 전쟁 속 우정: Anton (2019년)
- 스타 (2014년)
- 블랙 라이트닝 (2009년)
- 울프하운드 (2006년)
- 대위의 딸 (2000년)
- 복수 (1991년)
- 방패와 칼 (1968년)